# رافاييل موتا
رافاييل موتا هو سياسي برازيلي، ولد في 15 أغسطس 1986 في ناتال في البرازيل. نشط حزبياً في الحزب الاشتراكي البرازيلي. وقد انتخب federal deputy of Rio Grande do Norte ‏ خلال فترته النيابية ‏ (1 فبراير 2019 – ) وانتخب عضو مجلس النواب البرازيلي ‏ خلال فترته النيابية ‏ وانتخب عضو مجلس النواب البرازيلي ‏ عن دائرة Rio Grande do Norte ‏ وقد انضم خلال فترته النيابية ‏ للكتلة البرلمانية الحزب الاشتراكي البرازيلي.